# Комитет освобождения народов России
Комите́т освобожде́ния наро́дов Росси́и (КОНР) — орган политического руководства коллаборационистским «Русским освободительным движением» (РОД), сформированный по инициативе А. А. Власова и его сторонников при поддержке Третьего Рейха для свержения существующего в СССР общественно-политического строя. В отличие от множества коллаборационистских организаций, в том числе и советских, выдвигавших программы, ориентированные на фашизм и нацизм, КОНР и власовское движение выдвинули идеи создания демократического строя, противопоставляемого как сталинизму, так и капитализму, также выдвинув лозунг свободного самоопределения наций, в связи с чем сотрудник нацистского министерства пропаганды Э. Тауберт характеризовал движение как «жидкую настойку из либеральной и большевистской идеологий» с «сильными англофильскими симпатиями» и «идеей возможной перемены курса», которая «не борется с еврейством и вообще не признаёт еврейского вопроса». В связи с расплывчатостью программы КОНР и взглядов самого А. А. Власова взгляды его сотрудников различались, были как люди, близкие к русскому национализму НТС, так и тяготевшие к социал-демократии или даже большевикам-бухаринцам; взгляд на советский строй как на отчасти положительное явление проявился в выборе двух официальных песен КОНР. Номинально организация управляла Русской освободительным армией (РОА), однако в сущности она оставалась в подчинении Германии; только в январе 1945 года РОА была переведена под управление А. А. Власова, получив статус вооружённых сил союзной державы, после чего заявила о нейтралитете по отношению к США и Великобритании. Помимо этого, КОНР представлял интересы представителей «народов России» в Третьем Рейхе из числа остарбайтеров и «перемещённых лиц»: лично Власов прилагал усилия для улучшения условий их жизни, для защиты прав «остарбайтеров» было сформировано Гражданское управление КОНР.

## Создание
27 декабря 1942 года в Берлине была подписана «Смоленская декларация», адресованная бойцам РККА. Авторами декларации стали А. А. Власов и В. Ф. Малышкин. Исходя из пропагандистских соображений, руководство нацистской Германии сообщило об этой инициативе в средствах массовой информации, ничего, однако, не предпринимая в организационном плане. С этого момента все солдаты русской национальности в структуре немецкой армии могли считать себя военнослужащими РОА.
16 сентября 1944 года прошла встреча А. А. Власова с рейхсфюрером СС Г. Гиммлером, на которой шёл разговор о создании официально признанного Германией антибольшевистского центра и его вооружённых сил. От Гиммлера было получено согласие. После этого пошёл процесс создания политической программы КОНР — Манифеста Освободительного движения народов России (более известный как «Пражский манифест»). По показаниям Г. Н. Жиленкова, одного из самых деятельных участников РОА, для работы над манифестом была создана специальная комиссия.
14 ноября 1944 года, в Испанском зале пражского замка состоялось первое заседание, на котором был провозглашён Манифест Освободительного движения народов России. 50 членов КОНРа поставили свои подписи под текстом манифеста. На этом мероприятии присутствовало около 600 человек. С немецкой стороны приняли участие высокопоставленные лица, руководители оккупационного режима в Чехии — Э. Гаха и К. Г. Франк, представитель правительства Третьего Рейха обергруппенфюрер СС и генерал войск СС В. Лоренц.
Также были приглашены многие влиятельные белоэмигранты: В. Бискупский — глава русских эмигрантов в Германии, А. фон Лампе — начальник Русского общевоинского союза, генерал Туркул, атаман Краснов и генерал-майор Шкуро. Прибыли представители Японии. Поздравления были получены от Гиммлера, Риббентропа и нескольких германских генералов. Поступали приветствия от Квислинга, Павелича и иных руководителей европейских марионеточных государств. Вечером того же дня был устроен банкет.
Комитет осуществлял руководство военными формированиями, входившими в состав РОА. В первый день работы комитета, председателем Президиума Комитета освобождения народов России стал генерал-лейтенант РОА А. А. Власов.
На период оформления Комитет состоял из 50 членов и 12 кандидатов (включая представителей 15 народов России) и практически выполнял функции общего собрания. К началу 1945 года численность КОНР увеличилась до 102 членов, а Научный совет — до 100 членов. Было проведено 3 заседания КОНР: 10 ноября 1944 года — предварительное, где был избран руководящий состав Комитета; 12 ноября — первое пленарное заседание, на котором было проведено последнее обсуждение и подписание Манифеста; 17 декабря — заседание, на котором было принято решение о создании национальных советов отдельных народов России, признавших А. А. Власова как лидера: Русский национальный совет (председатель — генерал В. Ф. Малышкин), Украинская национальная рада, Национальный совет народов Кавказа, Национальный совет народов Туркестана, Главное управление казачьих войск, Калмыкский национальный комитет и Белорусская национальная рада. Председателем Белорусского совета КОНРа стал Н. Н. Будзилович. Однако в марте 1945 года, ввиду непрекращающихся интриг председателя Белорусской центральной рады Р. Островского, Белорусский совет фактически прекратил свою деятельность (сам Будзилович погиб при бомбёжке в апреле 1945 года). Из национальных органов в КОНР на правах членов вошли, в числе других, В. Майковский, В. М. Гречко, Комар, А. Ю. Демченко, Ф. Жук, Хахутов, Зижажев, генерал Крейтер, Ш. Балинов, генерал Лампе, позже прибавились кандидаты — И. Медведюк и Пугачёв.

## Структура

### Президиум
Политическим руководящим органом КОНР стал Президиум, в который вошли:
- генерал-лейтенант Власов — председатель
- генерал-майор Трухин
- генерал-майор Малышкин
- генерал-майор Закутный
- генерал-лейтенант Жиленков
- генерал-лейтенант Балабин
- профессор Богатырчук
- профессор Будзилович
- профессор Руднев.

Кандидатами в Президиум были профессор Иванов и писатель Музыченко.

### Управления
Для практической работы были созданы следующие управления:
- Штаб вооружённых сил (начальник — генерал-майор Трухин)
- Русский национальный совет — Малышкин
- Украинский национальный совет (Рада) — Богатырчук
- Белорусский национальный совет (Рада) — Будзилович
- Национальный совет народов Кавказа
- Национальный маслахат народов Туркестана
- Главное управление казачьих войск (начальник — генерал-лейтенант Татаркин)
- Главное организационное управление (начальник — генерал-майор Малышкин)
- Главное гражданское управление (начальник — генерал-майор Закутный)
- Главное управление пропаганды (начальник — генерал-лейтенант Жиленков)
- Управление безопасности (начальник — подполковник Тензоров)
- Совет по делам вероисповеданий (начальник — Будзилович)

## Вооружённые силы
К 22 апреля 1945 года в вооружённые формирования КОНР входили следующие соединения, части и подразделения:
- главнокомандующий, группа офицеров личного подчинения (полковник Кромиади, подполковник Мелешкевич, капитан Антонов, обер-лейтенант Рейслер и др.), рота личной охраны капитана Каштанова;
- 1-я пехотная дивизия генерал-майора Буняченко, полностью вооружённая и укомплектованная (около 20000 чел.);
- 2-я пехотная дивизия генерал-майора Зверева, личный состав был вооружён ручным автоматическим оружием до пулемётов включительно, тяжёлое вооружение отсутствовало (11856 чел.);
- 3-я пехотная дивизия генерал-майора Шаповалова, располагала почти невооружёнными добровольцами (10000 чел.);
- Военно-воздушные силы КОНР генерал-майора Мальцева (более 5000 чел.);
- Учебно-запасная бригада полковника Койды (7000 чел.)
- Русский корпус генерал-лейтенанта Штейфона (5584 чел.);
- 15-й казачий кавалерийский корпус (32000 чел. без учёта немцев);
- Отдельный корпус генерал-майора Туркула (около 7000 чел.);
- Отдельный казачий корпус в северной Италии (Казачий Стан) походного атамана генерал-майора Доманова (18395 чел.);
- Отдельная противотанковая бригада майора Второва (1240 чел.);
- Вспомогательные (технические) войска в непосредственном подчинении главнокомандующего (около 10000 чел.);
- Центральный штаб генерал-майора Трухина, офицерский резерв при штабе подполковника Белая, отдельный кавалерийский эскадрон капитана Тищенко, батальон охраны штаба капитана Дубного, спецотряд по охране ценностей КОНР капитана Анохина (до 5000 чел.);
- 1-я Объединённая офицерская школа генерал-майора Меандрова (785 чел.);
- Братиславская разведывательная школа майора Иванова;
- Мариенбадская разведывательная школа капитана Беккера;
- Управление казачих войск РОА.

Всего в этих формированиях, по разным данным, числилось порядка 120—130 тысяч человек. Данные соединения были разбросаны на большом участке фронта от Загреба (Хорватия) и Толмеццо (северная Италия) до Бад-Шандау (юго-западнее Дрездена). 28 января 1945 года РОА получила статус вооружённых сил союзной державы, которая заявила о нейтралитете по отношению к США и Великобритании.

## Идеология
У Власова изначально не было чётко выраженных взглядов за исключением ненависти к сталинизму, а всё движение во многом было основано на внезапном приобщении к политике советских военнопленных — людей, которые в основном в течение жизни в тоталитарном государстве сторонились политики; спонсоры Власова в нацистском руководстве стремились окружить его идеологами НТС, организации, основанной в 1930-е в Белграде молодыми белоэмигрантами, ориентировавшимися на правый русский национализм и консерватизм и принципы государства-корпорации, использовавшиеся в авторитарных и фашистских режимах, во время войны НТС перестали ассоциировать себя с «корпоративизмом», переоформив программу как «солидаризм»; некоторые руководители КОНР, такие как Трухин и Меандров, состояли в НТС. С другой стороны, другие военнопленные со скорее социал-демократическими взглядами надеялись видеть во Власове умеренную альтернативу Сталину. Большое влияние оказал М. А. Зыков, еврей-марксист, будучи единственным из сподвижников Власова с гуманитарным образованием; хотя Зыков был убит нацистами до создания КОНР, его линию в руководстве продолжил Н. В. Ковальчук. В итоге идеологической программой КОНР стал Пражский манифест, состоящий из 14 пунктов. В целом манифест выступал за построение демократического государства с частной собственностью на землю при защите государством «социальной справедливости» в качестве альтернативы «большевизму» и капитализму после создания на месте СССР национальных государств по принципу самоопределения народов, в том числе и русского; организация провозглашала верность идеалам революции 1917 года, при этом в её программе заметны некоторые элементы тоталитарного мышления. Среди пунктов манифеста были «действительная свобода религии, совести, слова, собраний, печати», «защита трудящихся от всякой эксплуатации», «равенство всех народов России» и «Широкие государственные мероприятия по укреплению семьи и брака. Действительное равноправие женщины». Гиммлер настаивал на добавлении пунктов о борьбе с еврейством, однако Власов отказался, и в качестве компромисса была добавлена критика западных союзников как капиталистических империалистов. По итогу мнение об идейной направленности КОНР в нацистском аппарате было выражено в документе Имперского министерства пропаганды, оценивавшего власовскую платформу как либерально-большевистскую и потенциально враждебную нацизму, в плане чего власовцы противопоставлялись движению бригадефюрера СС Каминского, создавшего русскую нацистскую партию и возглавлявшего автономные администрации на оккупированной территории:

Власовское движение не чувствует себя настолько связанным с Германией, чтобы идти с нею на «пан или пропал». Оно имеет сильные англофильские симпатии и играет идеей возможной перемены курса... Власовское движение не национал-социалистично. В то время как национал-социалистическая идеология действует взрывчато, как динамит в районах большевисткого господства (что доказано опытом Каминского), власовское движение является жидкой настойкой из либеральной и большевистской идеологий. Важно и то, что оно не борется с еврейством и вообще не признает еврейского вопроса. Власовское движение высмеивает национал-социалистическое мировоззрение.— Обзор деятельности отдела работ доктора Тауберта (Антибольшевизм) Рейхсминистериума пропаганды до 31.12.1944
До создания КОНР сам Каминский также утверждал, что так как власовская платформа не была идейно нацистской, движение Власова в будущем предаст Гитлера и дело борьбы с «иудо-большевизмом», в чём оказался прав; другой крупный коллаборационист М. А. Октан, также позиционировавший себя нацистом, неоднократно утверждал, что на подконтрольных ему территориях «власовские идеалы» запрещены.
До этого официальные программы РОА были более левыми в социально-экономическом плане, провозглашая «Новую Россию без большевиков и капиталистов», но меньше внимания уделяли праву на национальное самоопределение. Один из составителей «Блокнота пропагандиста...» Штифанов отмечал, что во власовском движении после создания КОНР нарастали правые тенденции, так как наступил последний период его существования, в ходе которого было стремление достичь компромисса со старой эмиграцией, что выражалось в приятии скорее Февральской революции, чем Октябрьской, хотя в тексте манифеста они не разделяются, а личность Ленина в документах КОНР никогда не критикуется. При этом отмечалось и стремление достичь компромисса с советской реальностью.
Взгляд на советский строй как на отчасти положительное явление проявился в выборе двух официальных песен КОНР, которые были сыграны при провозглашении манифеста: «Коль славен наш Господь в Сионе», которую хор пропел на мелодию песни Ich bete an die Macht der Liebe, и «От края и до края» — заключительный хор советской соцреалистической оперы Ивана Дзержинского «Тихий Дон». Впредь эти две песни должны были исполняться на всех официальных торжествах КОНР и РОА: «Коль славен...» была утверждена в качестве гимна, а после неё «От края и до края» исполнялась как «песня русских добровольцев». Выбор официальных песен был обусловлен идеологией РОА: они должны были символизировать «слияние всего лучшего в старой России и Советском Союзе»
Помимо манифеста, был также и «Блокнот пропагандиста Освободительного Движения Народов России», где более подробно рассматривались взгляды и идеи власовского движения, однако эту брошюру, составленную капитаном РОА Галкиным, историк Е. Андреева описывает его как один из существовавших вариантов толкования манифеста для последующего обсуждения. Галкин толковал манифест с относительно правых позиций, и объёмную часть текста посвятил критике коммунизма; в частности, «Блокнот» — единственный документ ОДНР, упоминающий Ленина, однако автор не высказывается о нём негативно. Галкин (Д. Д. Падунов) при этом был представителем того крыла власовского движения, которое сложилось в 1943 году в Дабендорфе и при общем отрицании режима сталинской диктатуры следовало определённым постулатам марксистской схемы общественного развития<refК. Александров. Офицерский корпус армии Власова</ref>.
В документе выдвинута следующая программа:
- Народное благоденствие: «золотая середина» между капитализмом и «большевизмом», называемая автором «оптимализмом»: государство должно владеть основными отраслями экономики и регулировать её, должна сохраниться национализация на военную и тяжёлую промышленность, транспорт и связь при передаче сельского хозяйства и товаров массового потребления в частную собственность; обеспечение населения материальным достатком обусловит его культурное развитие;
- Принцип национализма, который автор толкует как патриотизм или гражданский национализм, противопоставляемый этническому национализму, шовинизму и коммунистическому интернационализму; по Галкину, «настоящая любовь к своему народу не связана с ненавистью к другим народам, подобно тому, как любовь к своим детям не предопределяет ненависти к чужим. Шовинизм же рождает взаимоненависть между народами, империалистические стремления и постоянную опасность войн. Наш национализм, в противовес этому, проповедует идеи солидаризма и искренней дружбы в отношениях между народами»; автор утверждает, что национальное сознание переросло узкие феодальные рамки и классовые различия и выросло в сознание национального братства;
- Единение классов и социальных групп на основе солидаризма и вышеупомянутого всеобщего благосостояния, выполнения государством требований трудящихся, определения уровня максимальной прибыли и минимальной заработной платы:

Народное государство, как верховный судья, будет стоять над социальными группами и своим авторитетом, законодательной политикой и политикой цен определять долю каждой социальной группы в материальных богатствах, созданных всей нацией
Поэтому при Национально-Трудовом строе выдвигаются в качестве основы для Единения:
1. осуществление социальной справедливости
2. национально-трудовая солидарность
3. наличие национальной свободы
4. свобода, право и правопорядок
5. раскрепощённый труд
6. воспитание общества в духе признания общих этических норм
7. правильное решение вопроса о взаимоотношения личности и коллектива и т. д.

Авторы «Блокнота» с недоверием относились к западной буржуазной демократии. Штифанов устно, если не в печати, говорил, что будущее российское правительство должно быть «беспартийной демократией». По его мнению, само понятие политической партии носит заведомо отрицательный оттенок.

## Деятельность

### Попытки улучшить положение «остарбайтеров»
Среди деятельности КОНР были попытки добиться улучшения условий жизни «перемещённых лиц»; отчасти беспокойство об «остарбайтерах», помимо других мотивов, определяли лояльность Власова нацистам; большинство переговоров Власова с нацистами об «остарбайтерах», однако были безрезультатными. С учреждением КОНР у власовцев появилась возможность предпринимать практические действия по защите прав «остарбайтеров»: было создано специальное Гражданское управление, формально возглавляемое Д. Е. Закутным, но реально управляемое Ю. К. Майером; по свидетельству Л. В. Дудина, Власов мало доверял Закутному, переговоры которого с нацистами ни к чему обычно не вели, и предпочитал переговаривать сам. У власовцев были амбициозные планы по улучшению положения «остарбайтеров», Власов требовал не идти на уступки, но нацисты оказывали сопротивление, зачастую пассивное. Майер надеялся организовать представительства КОНР при DAF по всей Германии, некоторое время они существовали при СС как «летучие комиссии», но не принесли особых результатов, только в двух случаях лагерных начальников удалось отдать под суд; под давлением КОНР был принят циркуляр Гиммлера от 26 января 1945 года, запрещавший телесные наказания и иные виды физического, а также морального воздействия, при невыполнении условий циркуляр грозил лагерным начальникам смещением, заключением (при хищении продуктов) или расстрелом (при отягчающих обстоятельствах); в продовольственном плане решено было уравнять «остовцев» со «второй категорией» иностранных рабочих: французами, бельгийцами, голландцами; КОНР удалось добиться выполнения закона, заменявшего знак «OST» на «национальные знаки», но полностью отменить не удалось.

## Прекращение деятельности
Комитет де-факто прекратил существование после падения нацистской Германии и ареста видных деятелей РОА: А. А. Власов был арестован СМЕРШем 12 мая 1945, начальник его штаба генерал Трухин — 15 мая 1945. Генералы Жиленков, Малышкин, Буняченко и Мальцев добрались до расположения американских войск, но были переданы СССР. Впоследствии, многие из членов КОНР по окончании войны были преданы суду как пособники врага и по приговору Военной коллегии Верховного Суда СССР были лишены воинских званий и повешены.
В условиях, когда председатель президиума КОНРа генерал Власов попал в советский плен, начальник офицерской школы вооружённых сил КОНРа Меандров принял на себя руководство КОНР. Меандров полагал, что сохранившие организацию и дисциплину «власовские» формирования могут быть востребованы американцами и формально исполнял обязанности председателя президиума КОНРа до выдачи советским властям 14 февраля 1946 года.